# Phenacoccus interruptus
Phenacoccus interruptus är en insektsart som beskrevs av Green 1923. Phenacoccus interruptus ingår i släktet Phenacoccus och familjen ullsköldlöss. Arten är reproducerande i Sverige. Inga underarter finns listade i Catalogue of Life.